# Tafersit
Tafersit (en àrab تفرسيت, Tafarsīt; en amazic ⵜⴰⴼⵔⵙⵉⵜ) és una comuna rural de la província de Driouch, a la regió de L'Oriental, al Marroc. Segons el cens de 2014 tenia una població total de 9.133 persones.